# 1968년 붉은 광장 시위

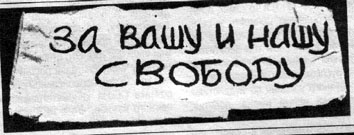
1968년 시위대가 내건 구호인 '그대와 우리의 자유를 위해'

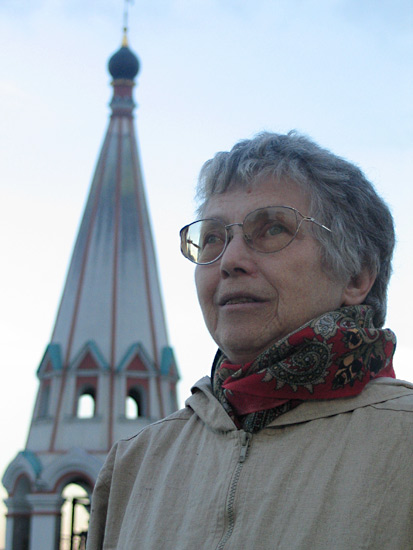
나탈리야 고르바네프스카야 (2005년)

1968년 붉은 광장 시위(러시아어: Демонстра́ция 25 а́вгуста 1968 го́да)는 1968년 8월 25일 소련 모스크바의 붉은 광장에서 진행된 시위이다. 체코슬로바키아 공산당 지도자 알렉산데르 둡체크가 중앙계획과 검열에 민주화 개혁을 시도하려는 프라하의 봄을 일으키자, 소련과 바르샤바 조약 동맹국이 1968년 8월 20일~21일 밤 체코슬로바키아 침공을 단행한 것에 대한 8인 시위대의 기습시위였다.
시위대는 공공질서를 해친다는 비난을 피하기 위해 크렘린궁 옆 붉은 광장에 위치한 로브노예 메스토 (선포의 무대)에서 시위를 진행하였으며, 자리에 앉아 비폭력 저항 시위를 벌였다. 그러나 시위자 중 한 명을 제외하고 모두 경찰과 사복 KGB 요원들에 의해 신속하게 체포되고 말았다.

## 시위
1968년 8월 25일 정오부터 8명의 시위자가 로브노예 메스토에 모였다. 당시 참석자의 신원은 라리사 보고라즈, 콘스탄틴 바비츠키, 바딤 들로네, 블라디미르 드렘류가, 파벨 리트비노프, 나탈리야 고르바네프스카야, 빅토르 파인베르크, 타티아나 바에바였다. 이들은 자리에 앉아 작은 체코슬로바키아 국기와 다양한 구호가 적힌 플래카드를 들고 시위를 벌였다. 당시 이들이 내건 구호는 다음과 같았다.
- 우리는 가장 친한 친구를 잃고 있다 (мы теряем лучших друзей)
- 자유롭고 독립된 체코슬로바키아 만세! (체코어로 Ať žije svobodné a nezávislé československo!)
- 점령군에게 수치를! (Позор оккупантам!)
- 체코슬로바키아에서 손 떼라! (Руки прочь от ЧССР!)
- 그대와 우리의 자유를 위해! (За вашу и нашу свободу!)
- 둡체크에게 자유를! (Свободу Дубчеку!)

불과 몇 분 만에 대응에 나선 KGB 요원들은 시위자 가운데 7명을 잔인하게 구타하며 후송차량으로 끌고 갔다. 체코슬로바키아 국기는 부러졌고 플래카드는 압수됐다. 나탈리야 고르바네프스카야는 최근 출산을 했다는 이유에서 재판을 받지 못했다. 타티아나 바에바의 경우 다른 시위자들이 우연히 현장에 있었다고 주장하였고 이 사실을 받아들인 당국에 의해 머지않아 석방되었다.
KGB는 어떤 시위자가 어떤 플래카드를 들고 있었는지 알아내지 못했다. 따라서 석방된 타티아나 바에바에바를 제외한 각 시위자가 전부 각각의 플래카드를 들고 있었던 것으로 보았다. KGB 측은 해당 플래카드가 '반소련'적인 문구를 담았다고 판단했다.

## 재판
시위자들의 변호인은 국선 변호인으로 꾸려졌으며 전원 소련 공산당원이었다. 당국의 수사와 재판 과정에서 변호인단은 피고에 내려진 혐의에 있어 몇 가지 일치하지 않는 사실을 밝혀냈다. 목격자 중 한 명은 근처에 있는 굼 백화점에서 시위대가 떠나는 것을 목격했다고 밝혔는데 정작 이 백화점은 시위가 벌어진 일요일이 휴무일이었다. 게다가 목격자들은 모두 우연히 붉은 광장에 있었다고 주장했으나, 전부 같은 군부대 소속이었다. 그러나 이러한 증언상의 오류는 재판 중에 인정되지 않았다. 반대로 피고 가운데 그 누구도 유죄를 인정하지 않았다.
변호인 측은 시위자들이 범죄 의도 없이 행동했음을 입증했으나, 선고 결과 각 시위자들은 모두 최대 수년의 징역 또는 추방을 선고 받았다. 2명의 경우 정신병원으로 보낸다는 선고가 내려졌다.
바딤 들로네와 블라디미르 드렘류가는 죄수유형지 3년형을 선고받았다. 체포 과정에서 이빨이 빠져버린 빅토르 페인베르크는 법정에 출석하지 않고 시후슈카 (정신병자용 감옥)에 수감됐다. 라리사 보고라즈는 시베리아 이르쿠츠크의 외딴 마을로 유배형 4년을 선고받았다. 콘스탄틴 바비츠키도 유배형 3년을, 파벨 리트비노프는 유배형 5년을 선고받았다. 나탈리야 고르바네프스카야는 선고 당일 석방되었으나 나중에 정신감옥으로 보내졌다.
가수이자 인권 운동가인 율리 킴은 《변호사의 왈츠》에서 이들 시위자의 형량이 재판 전에 결정되었다는 설을 내세우고 있다. 또 다른 노래 《일리치》에서는 유리 안드로포프와 레오니트 브레즈네프가 격노했으며 시위자 가운데 파벨 리트비노프, 나탈리야 고르바네프스카야, 라리사 보고라즈의 이름을 언급하고 있다.

## 평가
1990년 체코슬로바키아 벨벳 혁명 이후 시위자 중 7명이 프라하 명예 시민권을 수여받았다.
2008년 8월 남오세티야 분쟁 당시 체코 전 대통령 바츨라프 하벨은 1968년 시위자에 대한 동정심을 표했다. 미렉 토폴라네크 체코 총리도 시위대의 영웅적 행위를 기려 상을 수여했다.
러시아 정부에서는 이를 인정하지 않았으나, 2008년 8월 24일 같은 장소에서 '그대의 자유와 우리의 자유를 위하여'란 슬로건을 내건 2008년 붉은 광장 시위가 열렸다.
시위 45주년이 되는 2013년 8월 25일, 고르바네프스카야와 지인들이 원래의 시위를 재현했으며, '그대의 자유와 우리의 자유를 위하여'란 현수막도 다시 선보였다. 10명 가운데 들로네의 아들 세르게이도 현장에 참석했다. 이들은 거의 즉시 체포되어 경찰서로 이송되었으며, 정치적 집회에 대한 사전 허가를 확보하지 못한 혐의로 기소되었으나, 현행 러시아 형법에서도 경범죄로 규정되고 있기 때문에 법원 출두를 앞두고 구속이 해제되었다.
2018년에도 시위대 3인이 또다른 유사 시위를 벌여 체포됐다.

## 참고자료
1. ↑  Andropov et al. to Politburo about Red Square demonstrators (5 September 1968, 2012-A), Bukovsky Archives.
2. ↑  Andropov to the Central Committee. The Demonstration in Red Square Against the Warsaw Pact Invasion of Czechoslovakia. 20 September 1968, at Andrei Sakharov's archive, in Russian and translation into English, “Archived copy”. 2007년 10월 12일에 원본 문서에서 보존된 문서. 2007년 6월 17일에 확인함.
3. ↑  "The trial of the Red Square demonstrators, 9-11 October 1968", A Chronicle of Current Events (4.1 31 October 1968).
4. ↑  See speech 보관됨 25 9월 2020 - 웨이백 머신 in defense of V.Delaunay by his attorney S.V.Kallistratova (Речь адвоката Каллистратова, Софья Васильевна|С.В.Калистратовой в защиту Делоне, Вадим Николаевич|В.Делоне), in Russian.
5. ↑  Yuly Kim, "The attorney's waltz" (Адвокатский вальс) (in Russian).
6. ↑  Yuly Kim, "Ya sam sebe Iliich" (in Russian).
7. ↑  “Čestné občanství hlavního města Prahy od roku 1990” [Honorary citizenship of Prague since 1990]. 《Portál hlavního města Prahy》 (체코어). 2021년 8월 21일에 원본 문서에서 보존된 문서. 2024년 6월 21일에 확인함.
8. ↑  Ярошевский, Виталий (2008년 8월 21일). “На Лобном месте” [On the Lobnoe mesto]. 《Novaya Gazeta》 (러시아어) (61). 2008년 9월 4일에 원본 문서에서 보존된 문서.
9. ↑  Premier Awarded Commemorative Medals to Ten Dissidents from 1968. Press Release of the government of the Czech Republic, 21 August 2008, http://www.vlada.cz/scripts/detail.php?id=40255
10. ↑  Sophia Kishkovsky (2008년 8월 25일). “Red Square protest echoes 1968”. Herald Tribune. 2008년 9월 13일에 원본 문서에서 보존된 문서. 2008년 8월 31일에 확인함.
11. ↑  Photograph from 2013 recreation of the protest, from Gorbanevskaya's Livejournal blog,
12. ↑  "Police release all Red Square detainees", in Russian, "Lenta" news stream, 25 August 2013 http://lenta.ru/news/2013/08/25/redsquare/
13. ↑  Three people were arrested on red square for remembrance of the 1968 Red Square demonstration, Novaya Gazeta, 25 August 2018

## 관련 문헌
- Gorbanevskaya, Natalya (1972). 《Red Square at Noon》. New York: Holt, Rinehart and Winston. ISBN 978-0-03-085990-8.
- Alexeyeva, Lyudmila (1987). 《Soviet Dissent: Contemporary Movements for National, Religious, and Human Rights》. Carol Pearce, John Glad (trans.). Middletown, Conn.: Wesleyan University Press. ISBN 0-8195-6176-2.
- Boobbyer, Philip (2005). 《Conscience, dissent and reform in Soviet Russia》. Routledge. ISBN 0415331862.

## 같이 보기
- 정신의학에 대한 소련의 정치적 남용